# Euxesta leucomelas
Euxesta leucomelas är en tvåvingeart som först beskrevs av Francis Walker 1861.
Euxesta leucomelas ingår i släktet Euxesta och familjen fläckflugor. Inga underarter finns listade i Catalogue of Life.